# Michael Weikath
Michael Ingo Joachim Weikath, född 7 augusti 1962 i Hamburg, Västtyskland, är en tysk musiker, huvudsakligen känd som gitarrist i power metal-bandet Helloween, en position han innehaft sedan 1983.

## Biografi
Michael Weikath intresserade sig för musik redan i ung ålder. Han började spela gitarr som tolvåring och har influerats av band som The Beatles, Deep Purple, Scorpions, Led Zeppelin och Sex Pistols. Specifika gitarrinfluenser inkluderar Jimi Hendrix, Ritchie Blackmore, Eric Clapton och Eddie Van Halen.
Innan han gick med i Helloween (som då hette Iron Fist) spelade Weikath i bandet Powerfool. Tillsammans med sångaren och gitarristen Kai Hansen, basisten Markus Grosskopf och trummisen Ingo Schwichtenberg bildade han den första stabila banduppställningen, och man bytte snart namn till Helloween.
Michael Weikath har medverkat på samtliga av Helloweens musiksläpp.

## Diskografi (Helloween)

### Studioalbum
- Walls of Jericho (1985)
- Keeper of the Seven Keys, Part 1 (1987)
- Keeper of the Seven Keys, Part 2 (1988)
- Pink Bubbles Go Ape (1991)
- Chameleon (1993)
- Master of the Rings (1994)
- The Time of the Oath (1996)
- Better Than Raw (1998)
- The Dark Ride (2000)
- Rabbit Don't Come Easy (2003)
- Keeper of the Seven Keys, Part 3 - The Legacy (2005)
- Gambling with the Devil (2007)
- 7 Sinners (2010)
- Straight Out Of Hell (2013)
- My God-Given Right (2015)
- Helloween (2021)
- Giants & Monsters (2025)